# Джульетта и Джульетта
«Джульетта и Джульетта» — франко-итальянская комедия 1974 года режиссёра Ремо Форлани с участием Пьера Ришара, Анни Жирардо и Марлен Жобер.

## Сюжет
Одна Джульетта работает в модном журнале «Пенелопа», другая — продавщица, которая стала победительницей конкурса, проведенного этим журналом. У первой Джульетты полное разочарование в мужчинах, вторая Джульетта души не чает в своем женихе-боксере Бобе. Встретившись по работе, они быстро подружились и начали вместе издавать журнал «Рассерженные женщины». Журнал очень скоро стал популярным среди женщин, а героиням пришлось пересмотреть свои взгляды на мужчин.

## В ролях
- Пьер Ришар — Боб Росенек
- Анни Жирардо — Джульетта Видаль
- Марлен Жобер — Джульетта Росенек
- Робер Бове — редактор "Пенелопы"
- Доминик Бриан — Лорен